# Helmut Rehmsen
Helmut Rehmsen (* 4. Oktober 1955 in Waltrop) ist ein deutscher Hörfunk- und Fernsehmoderator.

## Leben
Von 1975 bis 1981 studierte Rehmsen in Aachen Germanistik und Soziologie und schloss als Magister ab. Er arbeitete parallel als freier Mitarbeiter bei der Zeitung Aachener Nachrichten. Von 1981 bis 1982 absolvierte Rehmsen eine Ausbildung an der Deutschen Journalistenschule in München.
Danach erhielt er einen Vertrag als Reporter beim WDR-Hörfunk. Von 1988 bis 1990 war Rehmsen in der Redaktion des WDR-Mittagsmagazins tätig. Von 1995 bis 1996 moderierte er die Kontaktshow Rehmsen. Von 1988 bis 1992 und erneut ab 2003 übernahm er die Moderation des WDR-Morgenmagazins, ab 1993 die des Mittagsmagazins.
Im WDR Fernsehen war Rehmsen von 1990 bis 1992 Moderator bei Hier und Heute. Im ARD-Fernsehen war er von 1992 bis 1993 Gastgeber der Talkshow talk täglich. Von 1993 bis 1994 leitete er die Gespräche der Diskussionssendung 1000 Hertz und von 1994 bis 1995 das Talk-Magazin KuK beim WDR Fernsehen. Von 2001 bis 2012 moderierte er das Verbrauchermagazin des WDR-Fernsehens, Markt. Im Juni 2017 wechselte er von WDR2 zur Informationswelle WDR5, bei der er die Wirtschaftssendung Profit präsentierte, am 13. April 2022 zum letzten Mal. 
Rehmsen arbeitet außerdem als Management-Coach und Medientrainer. Er hat Führungskräfte auf öffentliche Auftritte vorbereitet. Seit Beginn seiner beruflichen Laufbahn ist er auch Veranstaltungsmoderator. So hat er zahlreiche Kongresse, Konferenzen und Podiumsdiskussionen moderiert.